# Pandemia de COVID-19 en Aguascalientes
La pandemia de enfermedad por coronavirus en Aguascalientes es parte de la pandemia de enfermedad por coronavirus causada por el SARS-CoV-2.
Hasta el 29 de junio, había 5,478 casos, 151 muertes y 1579 recuperados.

## Antecedentes
En diciembre de 2019, la Organización Mundial de la Salud dio a conocer la existencia de la enfermedad infecciosa COVID-19, ocasionada por el virus SARS-CoV-2, tras suscitarse un brote en la ciudad de Wuhan, China. El 28 de febrero de 2020, se confirmaron los primeros casos en México: un italiano de 35 años de edad, residente de la Ciudad de México, y un ciudadano del estado de Hidalgo que se encontraba en el estado de Sinaloa. El ciudadano hidalguense originario de Tizayuca, permaneció cerca de 12 días aislado en un hotel en Culiacán, Sinaloa. Contagiándose después de un viaje a Italia del 16 al 21 de febrero. El 11 de marzo esta persona regreso a Hidalgo, fue sometido a las pruebas de control, por lo que se le declaró libre de la enfermedad.

## Estadísticas
| Municipio                 | Casos |
| ------------------------- | ----- |
| Aguascalientes            | 5,478 |
| Jesús María               | 320   |
| Rincón de Romos           | 280   |
| Pabellón de Arteaga       | 159   |
| Calvillo                  | 115   |
| Tepezalá                  | 106   |
| San Francisco de los Romo | 91    |
| Cosío                     | 68    |
| Asientos                  | 67    |
| San José de Gracia        | 47    |
| El Llano                  | 26    |